# جاك لانكستر
جاك لانكستر (بالإنجليزية: Jack Lankester)‏ هو لاعب كرة قدم بريطاني في مركز نصف الجناح، ولد في 19 يناير 2000 في بوري سانت ادموندز في المملكة المتحدة. لعب مع إيبسويتش تاون.